# Сіделл (Іллінойс)
Сіделл (англ. Sidell) — селище (англ. village) в США, в окрузі Вермільйон штату Іллінойс. Населення — 489 осіб (2020).

## Географія
Сіделл розташований за координатами 39°54′35″ пн. ш. 87°49′25″ зх. д. / 39.90972° пн. ш. 87.82361° зх. д. (39.909721, -87.823604).  За даними Бюро перепису населення США в 2010 році селище мало площу 2,40 км², уся площа — суходіл.

## Демографія
Згідно з переписом 2010 року, у селищі мешкало 617 осіб у 226 домогосподарствах у складі 175 родин. Густота населення становила 257 осіб/км².  Було 246 помешкань (102/км²).
Расовий склад населення:
| - 97,9 % — білих - 0,3 % — корінних американців - 0,2 % — чорних або афроамериканців |

До двох чи більше рас належало 1,6 %. Частка іспаномовних становила 0,6 % від усіх жителів.
За віковим діапазоном населення розподілялося таким чином: 26,7 % — особи молодші 18 років, 58,7 % — особи у віці 18—64 років, 14,6 % — особи у віці 65 років та старші. Медіана віку мешканця становила 39,0 року. На 100 осіб жіночої статі у селищі припадало 105,7 чоловіків;  на 100 жінок у віці від 18 років та старших — 97,4 чоловіків також старших 18 років.
Середній дохід на одне домашнє господарство  становив 56 846 доларів США (медіана — 42 639), а середній дохід на одну сім'ю — 66 557 доларів (медіана — 49 375). За межею бідності перебувало 11,7 % осіб, у тому числі 18,3 % дітей у віці до 18 років та 5,6 % осіб у віці 65 років та старших.
Цивільне працевлаштоване населення становило 256 осіб. Основні галузі зайнятості: освіта, охорона здоров'я та соціальна допомога — 30,5 %, роздрібна торгівля — 16,0 %, виробництво — 9,4 %, будівництво — 8,2 %.